# Кубинське підводне місто
Кубинське підводне місто — підводні структури, розташовані на шельфі найзахіднішої частини острова Куба. Територія належить до провінції Пінар-дель-Ріо, розташованої на півострові Гванаакабібес.

## Історія вивчення

### 2001 рік
На зображенні, отриманому ехолотом 2001 року, розпізнано правильні геометричні утворення, які займають площу в 2 км² на глибинах від 600 до 750 м. Про відкриття повідомили морська інженерка Поліна Заліцькі (нім. Pauline Zalitzki) та її чоловік Поль Вайнцвейг (нім. Paul Weinzweig) — власники канадської компанії під назвою Advanced Digital Communications, яка спільно з урядом Куби веде в цьому місці розвідку рельєфу морського дна. Вдруге команда взяла із собою для дослідження підводного робота з відеокамерою на борту. Підводний апарат зняв структури, дуже схожі на різні піраміди та кільцеві утворення, створені, ймовірно, з масивних гранітних блоків. Заліцькі сказала:

Це справді чудова споруда, яка виглядає так, ніби могла бути міським центром, проте було б безвідповідально говорити так доти, доки ми не отримаємо доказів.
Оригінальний текст (англ.)
It's a really wonderful structure which really looks like it could have been a large urban centre, However, it would be totally irresponsible to say what it was before we have evidence.

За деякими припущеннями, ці утворення можуть бути містом, яке побудували стародавні ольмеки, ацтеки, мая або інші цивілізації. Після вивчення зображень старший редактор видавництва National Geographic Джон Ечейв (англ. John Achave) сказав:

Це дуже цікаві аномалії, і це єдине, що прямо зараз можна сказати; але я не експерт з ехолокації, і поки ми не спустимося вниз і не побачимо [на власні очі], важко їх якось схарактеризувати.
Оригінальний текст (англ.)
They are interesting anomalies, but that's as much as anyone can say right now, but I'm no expert on sonar and until we are able to actually go down there and see, it will difficult to characterize them.

Професор океанографії Роберт Беллард (англ. Robert Ballard) прокоментував:

Це надто глибоко, і я був би здивований, якби це було створено людиною. Запитайте себе, як воно туди потрапило. Я у своєму житті бачив багато зображень, отриманих ехолотом, вони нагадують тісто з чорнильними плямами — люди іноді можуть бачити те, що вони хочуть бачити. Я просто зачекаю трохи більшого обсягу даних.
Оригінальний текст (англ.)
That's too deep, I'd be surprised if it was human. You have to ask yourself, how did it get there? I've looked at a lot of sonar images in my life, and it can be sort of like looking at an an ink blot -- people can sometimes see what they want to see. I'll just wait for a bit more data.

Морський геолог Мануель Ітурральде (ісп. Manuel Iturralde), закликає спочатку отримати більше зразків, а вже потім робити висновки з цього приводу, він заявляє:

У нас є деякі обриси, які дуже незвичайні, але природа значно багатша, ніж ми думаємо.
Оригінальний текст (англ.)
We have some figures which are extremely unusual but nature is much richer than we think.

За попередньою оцінкою, мало пройти 50 тис. років, щоб ці утворення затонули на таку глибину з природних причин. Мануель Ітурральде також каже:

50 000 років тому жодна з культур, які ми знаємо, не мала архітектурних можливостей, щоб звести такі складні будівлі.
Оригінальний текст (англ.)
50,000 years ago there wasn't the architectural capacity in any of the cultures we know of to build complex buildings.

Фахівець у галузі підводної археології з Університету штату Флорида додав:

Це було б чудово, якби вони мали рацію, але це було б найпросунутішим із того, що ми бачили в Новому світі з цього часового відрізка. Ці утворення — поза часом і поза простором.
Оригінальний текст (англ.)
It would be cool if they were right, but it would be real advanced for anything we would see in the New World for that time frame. The structures are out of time and out of place.

Фонд дослідження давнини та мормонської освіти (засновники якого виступають проти теорії еволюції) (англ. Foundation for Ancient Research and Mormon Studies) оголосив відкриття єретичним і не радить подовжувати дослідження, пророкуючи, що це місто виявиться природним утворенням.